# Trichozoma albidulata
Trichozoma albidulata är en fjärilsart som beskrevs av W. Warren 1904. Trichozoma albidulata ingår i släktet Trichozoma och familjen mätare. Inga underarter finns listade i Catalogue of Life.